# 乌额格其牧场
乌额格其牧场是中国内蒙古自治区通辽市扎鲁特旗下辖的一个类似乡级单位。

## 行政区划
乌额格其牧场共辖以下地区：
场直分场、农一分场、农二分场、农三分场、农四分场、农五分场、农六分场、农七分场、农八分场、牧一分场、牧二分场、牧三分场、铁西分场、铁东分场、黄花山分场、林业分场。